# David Cau-Durban
Pour les articles homonymes, voir Cau et Durban (homonymie).
David Cau-Durban, né à Orgibet le 2 mars 1844 et mort le 23 août 1908 à Pamiers, est un prêtre catholique de l'Ariège reconnu pour ses travaux et recherches en histoire et préhistoire des Pyrénées centrales, et plus particulièrement du Couserans.

## Biographie
François David Cau-Durban naît à Orgibet en 1844, de Marie Dubuc et Bernard Cau-Durban, c’est leur deuxième enfant (le couple aura six fils et trois filles). Orgibet, dans la vallée de la Bellongue en Couserans, est alors un gros village d’environ un millier d’habitants, une petite capitale rurale et commerçante située sur la route qui relie Couserans et Comminges par le col du Portet-d'Aspet.
En 1856, David Cau-Durban est inscrit avec deux de ses frères au petit séminaire de Gourdan-Polignan, dont les abbés-professeurs initient alors les enfants à la Préhistoire, science toute neuve à ces dates, notamment par des promenades à la grotte de Gourdan et à la grotte de Gargas. Ces initiations précoces sont au fondement de la formation scientifique du futur abbé.
En 1865, David Cau-Durban s’engage définitivement dans la voie ecclésiastique en intégrant le grand séminaire de Pamiers. Son professeur de théologie, l’abbé Jean-Jacques Pouech, qui est aussi géologue et archéologue, le prend sous son aile et lui dévoile l’ensemble de ses trésors scientifiques : ses cartons d’ossements, ses collections des âges paléolithiques, néolithiques, du Bronze et du Fer, enfin ses très nombreux cahiers de relevés archéologiques et géologiques. Les collections d’objets, archives et écrits « Pouech » se trouvent actuellement conservés dans les vastes greniers du collège Jean XXIII à Pamiers.
L’abbé Pouech raisonne en géologue dans ses fouilles archéologiques, c’est ainsi qu’il met au point, avec quelques autres vers 1850/1860, la méthode des fouilles par strates, qui est la véritable entrée de l’archéologie dans le monde de la science. David Cau-Durban perfectionne donc sa formation, et il intégrera bien vite toutes les associations archéologiques d’alors, et notamment la Société archéologique du Midi de la France, dont il deviendra l'un des correspondants, et l'un des guides pour l’Ariège (voir les comptes-rendus du congrès de 1884, tenu en Ariège par la SAMF, dont les travaux sont directement transmis à la Société française de préhistoire à Paris).
1869-1878 : David Cau-Durban est nommé vicaire de l’abbé Arjo à Castillon-en-Couserans. Il visite les environs et décrit les curiosités scientifiques, notamment la chapelle du calvaire à Castillon dédiée à saint Pierre. En compagnie d’un garde forestier, enlevant le crépi sous les voûtes du porche, il découvre les fresques « jacquaires » de l’église Notre-Dame-de-Tramesaygues d'Audressein. Avec l’aide de son ami Félix Pasquier, archiviste en chef des Archives départementales de l’Ariège, l’abbé fait aussi publier les archives anciennes de la confrérie rurale d’Audressein, une sorte de caisse rurale qui apporte soutien aux villageois de la Bellongue quand ils se trouvent malades, endeuillés, orphelins... Les cotisations sont très modiques.
1878-1888 : curé des Bordes-sur-Lez pendant dix ans, de bon contact et parlant gascon, l'abbé Cau-Durban fouille sa paroisse et les paroisses voisines, et découvre lui-même, ou se fait montrer par les villageois, plus de 40 sites préhistoriques, tous situés dans les vallées du bassin du Haut-Lez. Dès 1879, il visite aussi les sites historiques et archéologiques du Val d'Aran en compagnie de Maurice Gourdon. Il monte le dossier de classement monument historique pour le dolmen d'Ayer, finalement classé en 1889. Toutes ces découvertes, alors complètement inédites, représentent son plus grand apport à la science préhistorique. En 1888, il doit à regret quitter le village à la demande de l'évêché, et c'est son frère Jean qui prend sa suite à la cure de Bordes jusqu'en 1925 environ.
Nommé successivement curé de Castelnau-Durban (1888), doyen de la cure décanale de Lavelanet (1905), puis chanoine de Pamiers (février 1908), David Cau-Durban continue les fouilles et publications d’archives anciennes. Mais sa santé s'est dégradée depuis quelques années, il meurt le 23 août 1908 à l'âge de 64 ans. De grandes funérailles solennelles sont célébrées à Pamiers. Quelques jours plus tard, le baron de Bardies, président de la société des études du Couserans prononce son éloge funèbre au cimetière d’Orgibet où l'abbé est enterré en présence de ses proches. Sa tombe se trouve à quelques mètres de sa maison natale. Ce cimetière porte désormais son nom, ainsi que la salle culturelle du village et une fontaine.

## Recherches et travaux

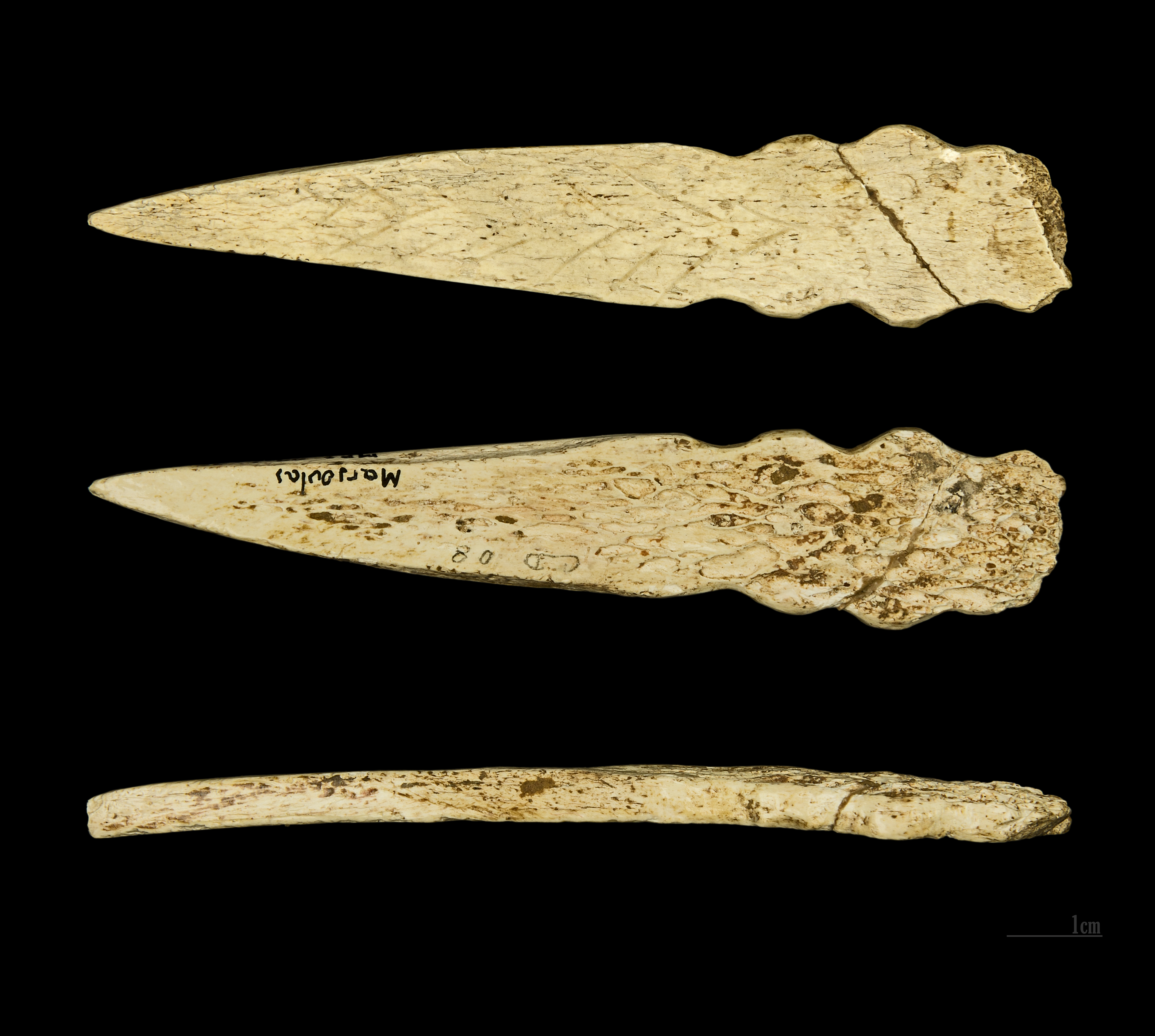
Pointes décorées en os de renne magdaléniennes trouvées à la grotte de Marsoulas par David Cau-Durban en 1883.

L'abbé Cau-Durban est un érudit local doublé d'un humaniste : il se passionne pour le Couserans et plus généralement pour tous les aspects de la science humaine en Pyrénées. Mais le principal de ses recherches concerne la Préhistoire des Pyrénées centrales et l'histoire du clergé en Ariège. 

### Préhistoire des Pyrénées centrales
De 1878 à 1888, l’abbé Cau-Durban prospecte et fouille les communes de  Bordes-sur-Lez, Uchentein, Irazein, et alentours les vallées de Bethmale et Biros... soit toute la zone géographique du bassin du Haut-Lez, de Castillon à la frontière espagnole, y compris en haute altitude au port d’Orle (hache de pierre du Néolithique gravée d'un poisson). L’abbé y met au jour plus de quarante sites préhistoriques, dont les foyers principaux (les habitats) se trouvent à Ayer, à l’entrée des vallées d'Orle et du Ribérot. Cette zone archéologique s'étend au nord vers le Couserans par Villeneuve (hache de bronze), Balaguères et Alos, (grottes sépulcrales collectives) mais aussi au sud transfrontalier, du côté espagnol en Val d'Aran, à Montgarri, au Pla de Béret, à Tredos, Gessa (Naut Aran)...

Se trouvent dans cette zone un village sur éperon côtoyant une enceinte probablement pastorale, des prés de labour attenants (où ont été découvertes nombre de haches-houes en pierre, en bronze et en fer), trois cachettes de bijoux en bronze (torques, bracelets, fibules, anneaux...), au moins quatre dolmens, deux grottes sépulcrales collectives, un cimetière à incinération en cercles de pierre typique des Pyrénées centrales (voir les fouilles modernes du site d'Arihouat, à Garin en Haute-Garonne) et un menhir "Peiro Quillado" à Bethmale. L’ensemble Ayer et Haut-Lez concerne avec continuité le Néolithique, l'Âge du bronze et l'Age du Fer. Une flèche transversale en silex - dont la forme est issue des modèles du Mésolithique (ici azilien) - en est le plus vieil objet archéologique découvert (dans la couche inférieure du dolmen d'Ayer). Sur les sites sépulcraux importants, le chevauchement des différentes strates se fait sans beaucoup de hiatus (notamment au Sarrat de Guilaire), et prouve une forte continuité de l’habitat et de l’occupation humaine sur toutes les périodes préhistoriques – ce qui est quasiment unique en Pyrénées centrales. Le site d'Ayer est déserté semble t-il aux période romaines - il reste donc, de plus, relativement pur de tout apport ultérieur.

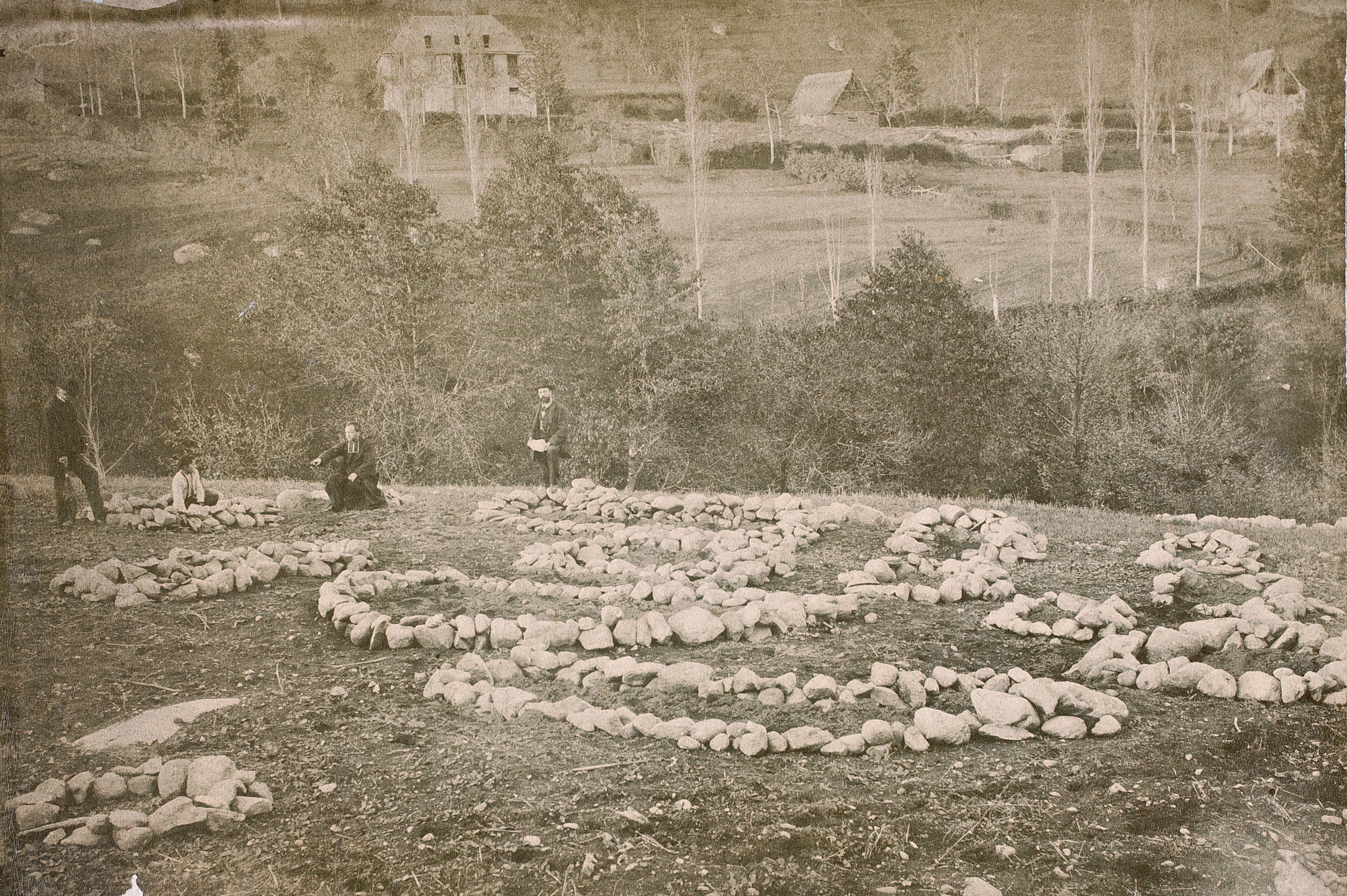
Émile Cartailhac, Domenc, l'abbé David Cau-Durban et Félix Régnault devant le cimetière à incinération en cercles de pierre, à l'entrée de la vallée du Riberot. La photo a sans doute été prise par Eugène Trutat.

L’abbé étant devenu membre des sociétés archéologiques les plus actives de son époque, tous ces sites ont fait l’objet de publications détaillées, et quelques-uns ont été photographiés, notamment par ses amis Eugène Trutat et Félix Régnault (voir plus bas la balise wikimedia commons dans la bibliographie - et la photo ci-contre) . Les objets - plus de 400 répertoriés par Jérôme Ramond - sont conservés au musée Saint-Raymond à Toulouse, et au musée de Saint-Lizier en Couserans (Palais des évêques) : poteries, haches-houes, fibules, bracelets, torques, anneaux… Depuis ce temps, les publications scientifiques de Préhistoire ne manquent pas de mentionner les découvertes de l’abbé dans le bassin du Haut-Lez.
1888-1908 : jusqu’à sa mort, l’abbé Cau-Durban continue de fouiller et surtout de publier, mais ce n’est plus lui qui découvre les sites et les fait connaître. Il ne fait plus qu’intervenir sur des sites déjà connus : grotte d'Enlène (cavernes du Volp), grotte du Mas d’Azil, Malarnaud à Montseron, Aubert à Moulis (fouillée par l'abbé Pouech), etc. excepté à la grotte de Marsoulas où, dès 1885, il découvre le premier des objets magdaléniens, et observe les peintures murales mais sans en comprendre vraiment la signification ; en 1897, Félix Regnault mentionnera aussi ces peintures, et de fines gravures pariétales, mais qui furent à ces dates authentifiées par Émile Cartailhac comme étant véritablement magdaléniennes.

### Histoire du clergé
Parallèlement à la Préhistoire, l'abbé Cau-Durban s’intéresse aussi à la vie ecclésiastique, et notamment à l’histoire du clergé sous la Révolution, la Restauration et la troisième République, et jusqu'à la séparation de l’église et de l’état en 1905 : sujets sensibles. De nombreux textes et documents anciens seront publiés sur ces périodes, qui montrent un abbé plutôt modéré, un catholique républicain et thomiste, comme le pape « éclairé » Léon XIII le recommandait alors d'être à tous les catholiques de la Chrétienté. Rappelons que Saint-Thomas d’Aquin (1224-1274), dans sa « Summa Théologica », voulait - ou démontrait selon les catholiques - un accord de la science et de la théologie, des faits et de la foi, qui sont comme « les deux ailes d’un même oiseau » selon l'encyclique 1879 du pape Léon XIII, car créés l’une comme l’autre par la même volonté divine : une, unifiée, non-contradictoire.

## Publications
Bibliographie résumée aux principales publications et articles importants.
BSA signifie Bulletin de la Société Ariégeoise des Sciences, Lettres et Arts ; RC, Revue de Comminges ; SC, Semaine catholique de Pamiers.
En tant qu’érudit local généraliste, l’abbé Cau-Durban s’intéresse à tout ce qui a trait au Couserans : préhistoire et histoire, géographie et géologie, langue gasconne, biographies des personnages illustres, et enfin histoire politique et religieuse, avec pour thème principal le Clergé sous la Révolution, la Restauration et la troisième République. 
1880
Études sur la vallée d'Aran (avec Maurice Gourdon). Toulouse, Montaubin
1881
Deux jours à Bossost (avec Maurice Gourdon). Toulouse, Montaubin
1882
La Cachette des Artz (Uchentein). Paris, Reinwald. 
Sépultures antiques du Sarrat de Guilaire (Bordes-sur-Lez). Toulouse, Montaubin. 
1883
Compte rendu des fouilles Cau-Durban et Pasquier (Bordes-sur-Lez). BSA
1884
La confrérie rurale d'Audressein. Foix, Pomiès. 
Nouvelles fouilles à la grotte d'Enlène. BSA 
La station néolithique d'Ayer (Bordes-sur-Lez) et L'âge du bronze dans l'Ariège. Tours, Paul Bousrez. 
Diù é pla so qué hé. BSA - conte gascon
1885
Le souterrain de Gaillac-Toulza. Foix, Gadrat. 
La grotte de Marsoulas. Paris, Reinwald.  
La grotte d'Enlène (cavernes du Volp). BSA 
1886
Excursion au Mont-Valier par la vallée de Bethmale. Foix, Pomiès (sans photos). Ce récit introuvable d'une ascension du Valier en deux jours par les abbés Saint-Sernin et Cau-Durban, Emile Caralp (géologue), Eugène Trutat, Felix Régnault, un ou deux guides bethmalais et un âne, ne peut se lire qu'aux archives départementales de l’Ariège. Les photographies prises dans la vallée à cette occasion et ont fait l'objet d'innombrables tirages sur cartes postales. Les photographies prises au sommet sont visibles au musée de Saint-Lizier.  
1887
Vallée de Bethmale, Mœurs - Légendes et coutumes - Histoire - Courses pittoresques - Géologie. 45 pages. A. Regnault et fils - Toulouse.
La nécropole d'Ayer (Bordes-sur-Lez). Toulouse, Douladoure-Privat. 
1888
Pèlerinage en Palestine. SC, en plusieurs lettres-feuilletons
1889
Sentein les bains. Toulouse, Cassan
Les cathédrales et le palais épiscopal de Saint-Lizier. SC
L'évêque saint Lizier (deux textes). SC
1891
Proverbes patois de la vallée du Biros. BSA
Peiro-Quillado (menhir de la vallée de Bethmale). BSA
Pèlerinage à Palencia et La cathédrale de Palencia. SC
1892
La confrérie de Saint-Jacques le Majeur à Saint-Lizier. Saint-Gaudens, Abadie.
La période révolutionnaire à Castelnau-Durban. Foix, Pomiès. 
1893
Biographie de l'Abbé Jean-Jacques Pouech. SC
Visite épiscopale au Mas-d'Azil, 1665. SC
1894
La révolution dans le canton de la Bastide-de-Sérou. SC
Visite de Monseigneur Vercel en Couserans au XVIIe. SC
1895
La révolution à Saint-Lizier. Saint-Gaudens, Abadie
Une promenade en Andorre. SC
Les reliques de Saint-Girons. SC
Il y a cent ans à Saint-Lizier. SC
1897
État du Mas d'Azil après les guerres de religion. Toulouse, Privat.
L'abbaye du Mas d'Azil (817-1774). Foix, Pomiès – et reédition Lacour
Biographie du docteur Jacques-Auguste Bordes-Pagès (1815-1897). BSA
Contrat d'apprentissage pour être chirurgien-dentiste, la Bastide de Sérou 1731. BSA
1898
Nécrologie: l'abbé Justin Doumenjou, curé de Saurat. BSA
Le Castrum de Caumont (Ariège) Notice archéologique, avec Félix Pasquier, BSA, réédité Lacour, coll. « Rediviva », Nîmes, réédition 2004, 44 p.
1899
Les premiers habitants du Couserans. Foix, Gadrat. BSA
Sépultures pré-romaines dans l'Ariège. BSA
Un exilé, Pierre Duran, curé de Moulis et Saint-Lizier (1735-1816). Foix, Gadrat. BSA
1900
Excursion de la société des études du Couserans aux sources du Salat. Foix, Gadrat.BSA
La collégiale de Massat. Bulletin de la Société archéologique du Midi de la France.
Pierre Soulé, avocat à la Nouvelle-Orléans, né à Castillon (1801-1870). BSA
Éloge funèbre pour l'abbé Duclos. BSA
1901
Mémoires du comte Pierre de Terssac (1736-1820). Foix, Gadrat. BSA
Accusation de sorcellerie à Camarade en 1644. BSA
Un incident à l'assemblée électorale de Toulouse en 1789. BSA 
1902
L'art français en Navarre sous Charles-Le-Noble. Toulouse, Privat
Réparation à la tour de Foix à la Bastide-de-Sérou. BSA
Statuts de la basoche du sénéchal de Toulouse. Mémoires de la Société archéologique du Midi de la France.
1903
Le clergé du Couserans pendant la révolution. Toulouse, Privat.
Mémoires du marquis Bérenger de Thésan (1745-1804). Toulouse, Privat. 
1906
Biographie de Dominique de Lastic, dernier évêque de Couserans. BSA
1908
La peste à Saint-Lizier (posthume). BSA

## Hommage
La salle associative et culturelle d'Orgibet inaugurée en 2011 porte son nom.